# Palmela
Palmela – miejscowość w Portugalii, leżąca w dystrykcie Setúbal, w regionie Lizbona w podregionie Półwysep Setúbal. Miejscowość jest siedzibą gminy o tej samej nazwie. 

## Demografia
| Liczba ludności gminy Palmela (1801–2011) | Liczba ludności gminy Palmela (1801–2011) | Liczba ludności gminy Palmela (1801–2011) | Liczba ludności gminy Palmela (1801–2011) | Liczba ludności gminy Palmela (1801–2011) | Liczba ludności gminy Palmela (1801–2011) | Liczba ludności gminy Palmela (1801–2011) | Liczba ludności gminy Palmela (1801–2011) | Liczba ludności gminy Palmela (1801–2011) | Liczba ludności gminy Palmela (1801–2011) |
| ----------------------------------------- | ----------------------------------------- | ----------------------------------------- | ----------------------------------------- | ----------------------------------------- | ----------------------------------------- | ----------------------------------------- | ----------------------------------------- | ----------------------------------------- | ----------------------------------------- |
| 1801                                      | 1849                                      | 1900                                      | 1930                                      | 1960                                      | 1981                                      | 1991                                      | 2001                                      | 2004                                      | 2011                                      |
| 4 030                                     | 4 442                                     | 10 584                                    | 18 692                                    | 23 155                                    | 36 933                                    | 43 857                                    | 53 353                                    | 58 222                                    | 62 805                                    |

## Miasta partnerskie
- São Filipe, Republika Zielonego Przylądka
- Praia, Republika Zielonego Przylądka
- Barcelona, Hiszpania
- Jávea, Hiszpania
- Świnoujście, Polska

## Sołectwa
Sołectwa gminy Palmela (ludność wg stanu na 2011 r.)
- Marateca – 3724 osoby
- Palmela – 17 455 osób
- Pinhal Novo – 25 003 osoby
- Poceirão – 4 758 osób
- Quinta do Anjo – 11 865 osób